# Mongolok
A mongolok (mongolul  Mongɣul; halha mongolul Монгол) többségében Mongóliában, Kínában és Oroszországban élő, a mongol nyelv valamely változatát beszélő nép. Lélekszámuk körülbelül 10 millió fő (becsült érték). Megközelítően 2,4 millióan élnek Mongóliában, 5,4 millióan Kínában és 0,5 millióan Oroszországban. A mongolok alkotják a Mongol Köztársaság fő etnikumát. A mai mongol nép etnogenezisében az egy évezrede mongoloknak nevezett nép mellett részt vettek többek között az ugyancsak mongol nyelvű tatárok, ojrátok, merkitek és az elmongolosodott török najmanok és kereitek is. A Dzsingisz kán birodalmában így kialakuló nép azután annak a törzsszövetségnek a nevét használta közös népnévként, amelyikből a kán származott.

## Történetük
A mongol nyelvű népek az 1. évezred második felében török népek birodalmainak alattvalóiként vagy azok perifériáján éltek. Mongólia területét 745-ig a Türk Birodalom, majd 840-ig az ezt megdöntő Ujgur Birodalom uralta. Az oguz török ujgurok ezután Turkesztán felé húzódtak, s lehetőség nyílt a mongol törzsek és törzsszövetségek (népek) felemelkedésére.  Az eredetileg is mongol nyelvű szűkebb értelemben vett mongolok mellett – akik az Onon és Kerülen folyók vidékén éltek – mongol nyelvűek voltak még a tatárok – Mongólia keleti részén, a Kerülen folyó vidékén a Hingán hegységig –, merkitek – a Bajkáltól délre –, ojrátok– a Bajkáltól nyugatra és elmongolosodott törökök a najmanok – Nyugat-Mongóliában – és a kereitek – Mongólia középső részén, az Orhon, a Tola és az Ongin folyók vidékén. 

### A szűkebb értelemben vett régi mongolok
A szakirodalom, még egyetlen írás sem következetes abban, hogy az olyan csoportokat, mint az eredeti mongolok, tatárok, kereitek, merkitek hogyan nevezzék. Van, amikor törzseknek nevezik őket, van amikor törzsszövetségeknek vagy a törzseikről beszélnek. Dzsingisz mongol nagykán (Temüdzsin) például a mongolok bordzsigin törzsének kijan (kijat) nemzetségéből származott, de a bordzsigint is hol törzsnek, hol nemzetségnek mondják, de előfordul a köztes altörzs megnevezés is. A bordzsiginek mellett más, mongolokon belüli törzsek voltak még többek között a tajcsiutok – akik apja halálakor cserbenhagyták nemzetségét és elrabolták a gyermek Temüdzsint – és a dzsadzsiratok, akik közül Dzsamuka, Temüdzsin andája, azaz fogadott testvére és vetélytársa származott – az olkunuutok – Temüdzsin anyjának, Höelünnek a törzse. 

## Képek

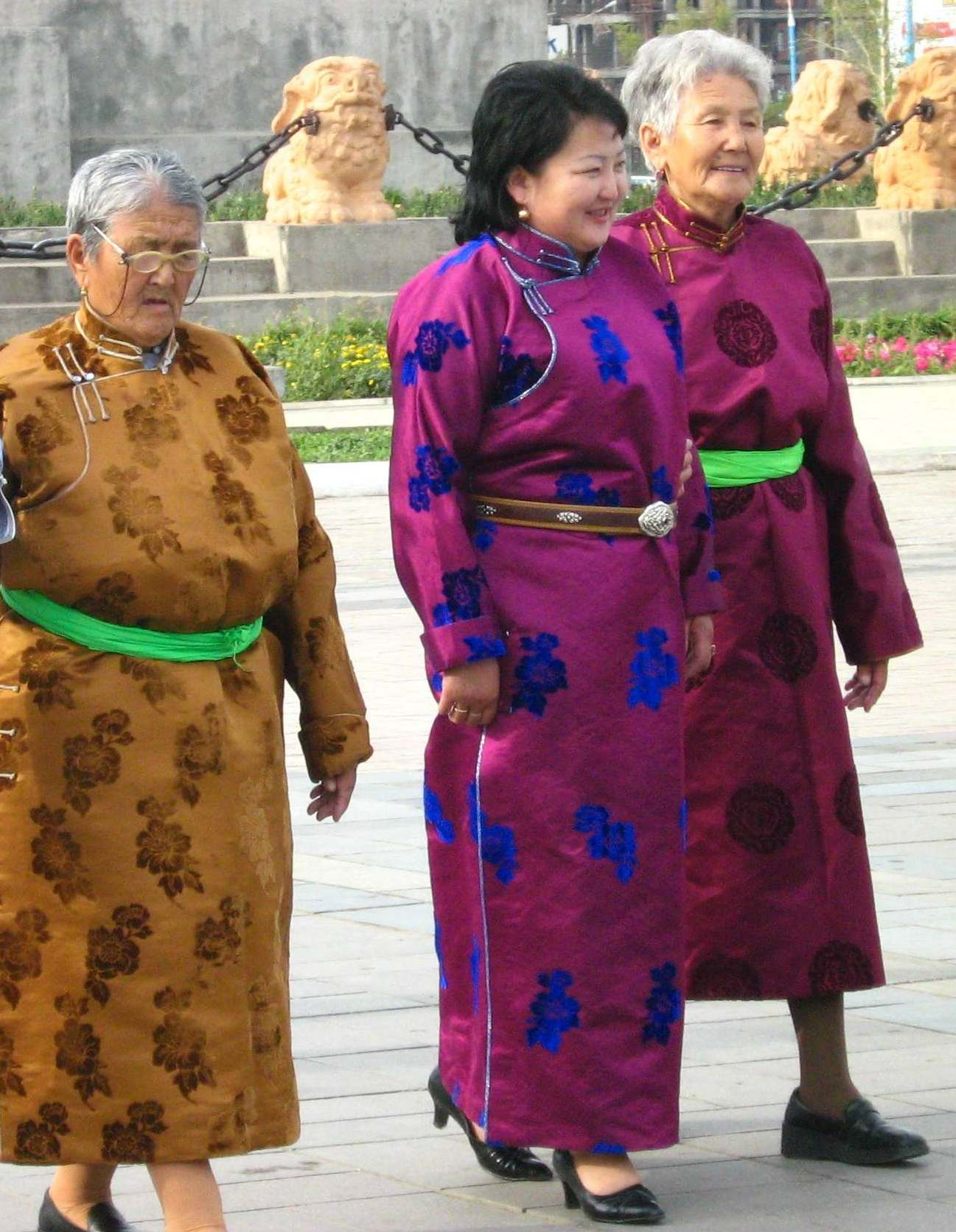
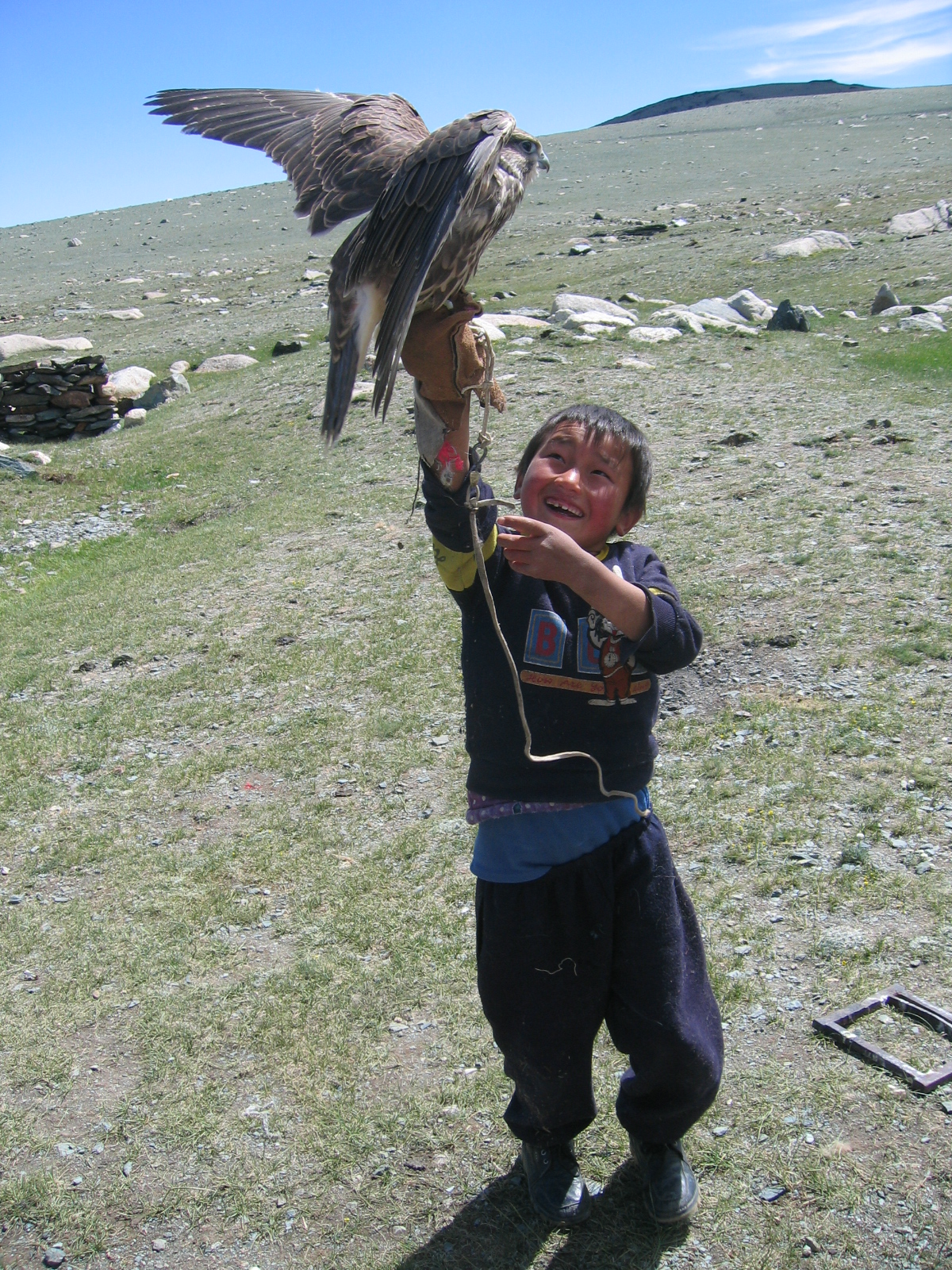
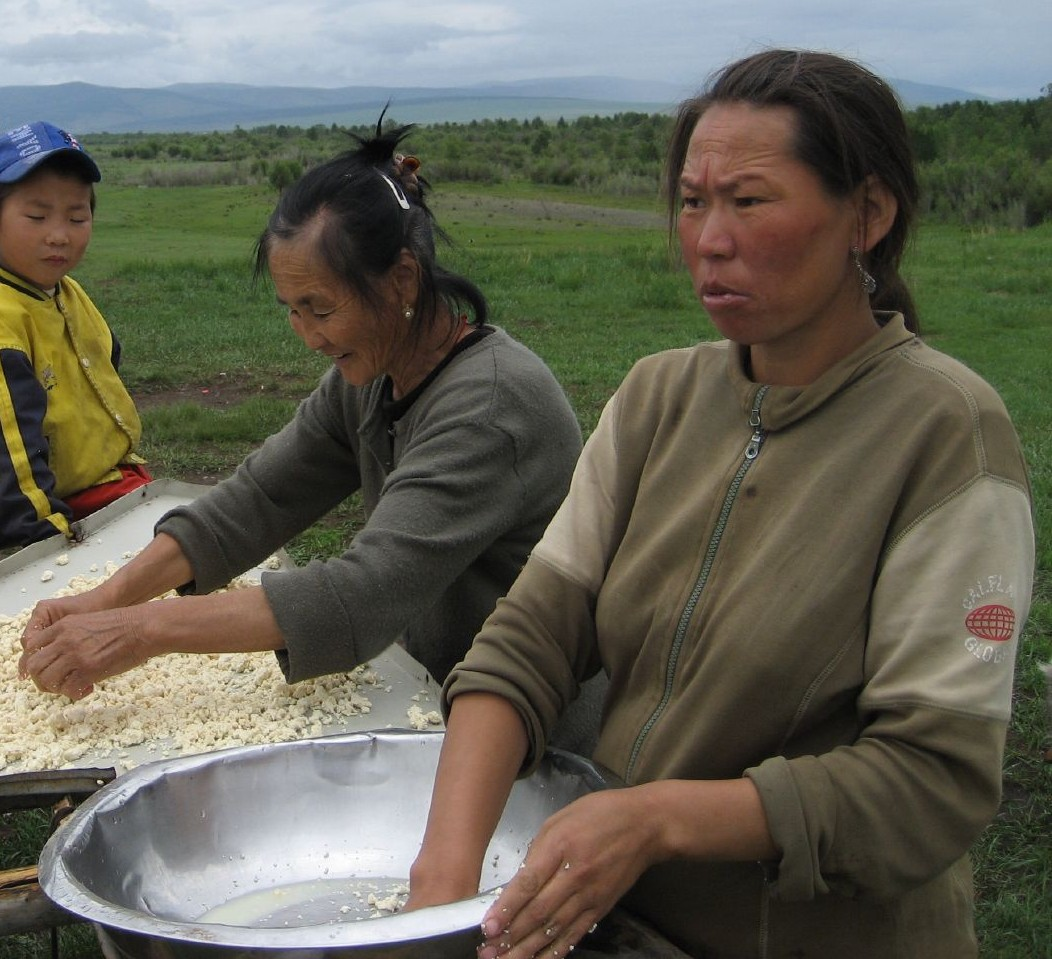
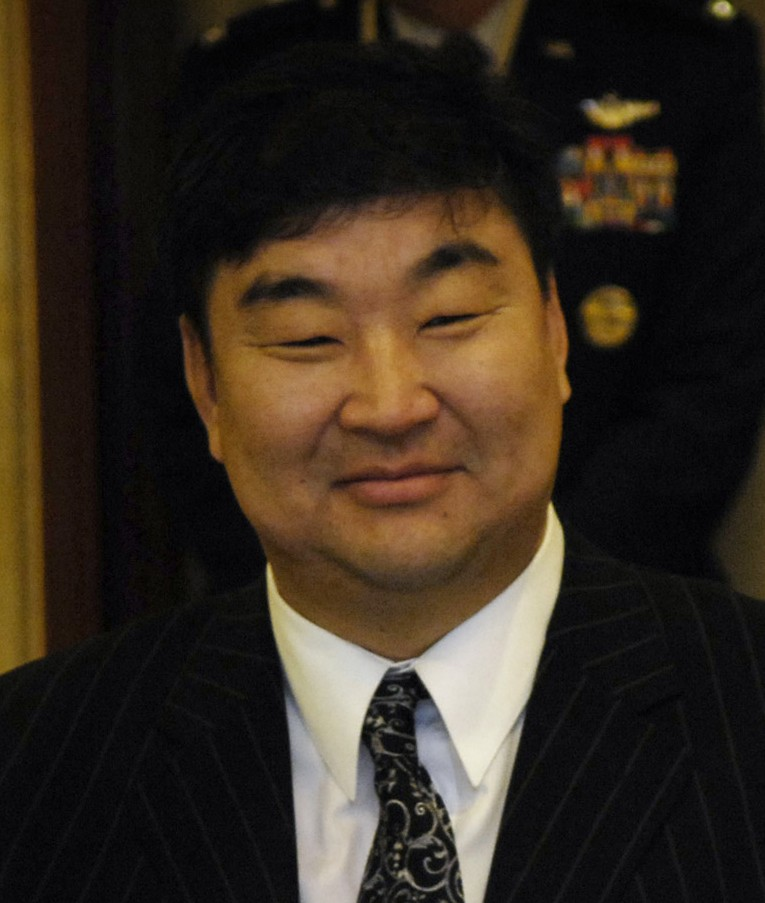
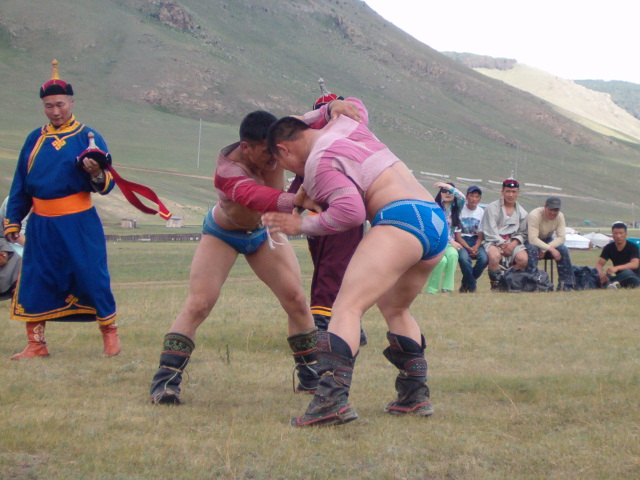

## Földrajzi elhelyezkedésük
- Mongólia
- Kína
- Oroszország

## Híres mongolok
- Dzsingisz mongol nagykán
- Batu kán
- Csoszgi Odszer
- Kubiláj mongol nagykán
- Altan kán
- Agvan Dorzsijev
- Damdin Szühebátor
- Horlógín Csojbalszan